# John Inglis and Company

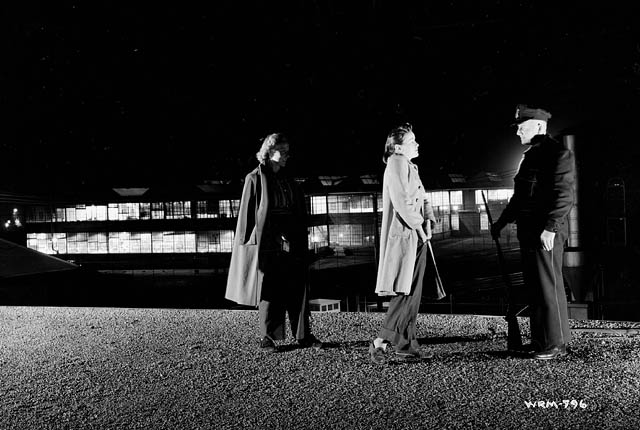
L’armurière Veronica Foster, connue comme étant la « fille du fusil-mitrailleur Bren », en compagnie d’une collègue, discute avec un gardien armé devant l’usine Inglis, la nuit tombée, pendant la Seconde Guerre mondiale.

John Inglis and Company, désormais devenue Whirlpool Canada, était une entreprise canadienne fondée en 1859, pour la fabrication de moteurs, puis d'armes de guerre destinées au Royaume-Uni, ensuite aux forces armées du Commonwealth, ceci à l'époque de la Seconde Guerre mondiale.
Elle s'est ensuite spécialisée dans l’électroménager avant d’être intégrée au groupe  Whirlpool Corporation, en 1987. Néanmoins, la marque Inglis est toujours commercialisée au Canada.

## Histoire
Whirlpool Corporation a acquis la plupart des titres d’Inglis en 1987 et a transformé le nom de la société en Whirlpool Canada en 2001. Inglis est maintenant une marque d’électroménager pour Whirlpool au Canada. Aux États-Unis, les produits sont commercialisés dans les magasins Best Buy.
Un panonceau publicitaire Inglis à message variable, bien connu des automobilistes de Toronto, a récemment été retiré par Pattison Outdoor Advertising (en) et Whirlpool, ces derniers ayant estimé qu'il n'était plus suffisamment mis en valeur.

## Les armes produites par John Inglis (1937-1945)

Fabrication d’armes et de munitions pendant la Seconde Guerre mondiale
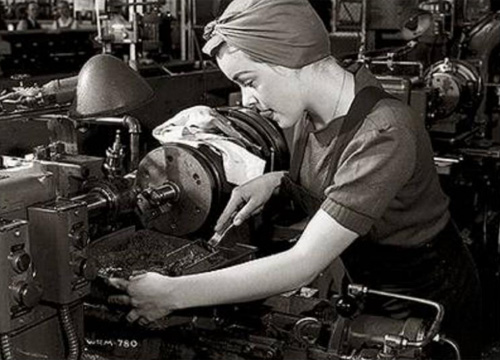
L'armurière Veronica Foster en train d’usiner un fusil-mitrailleur Bren.
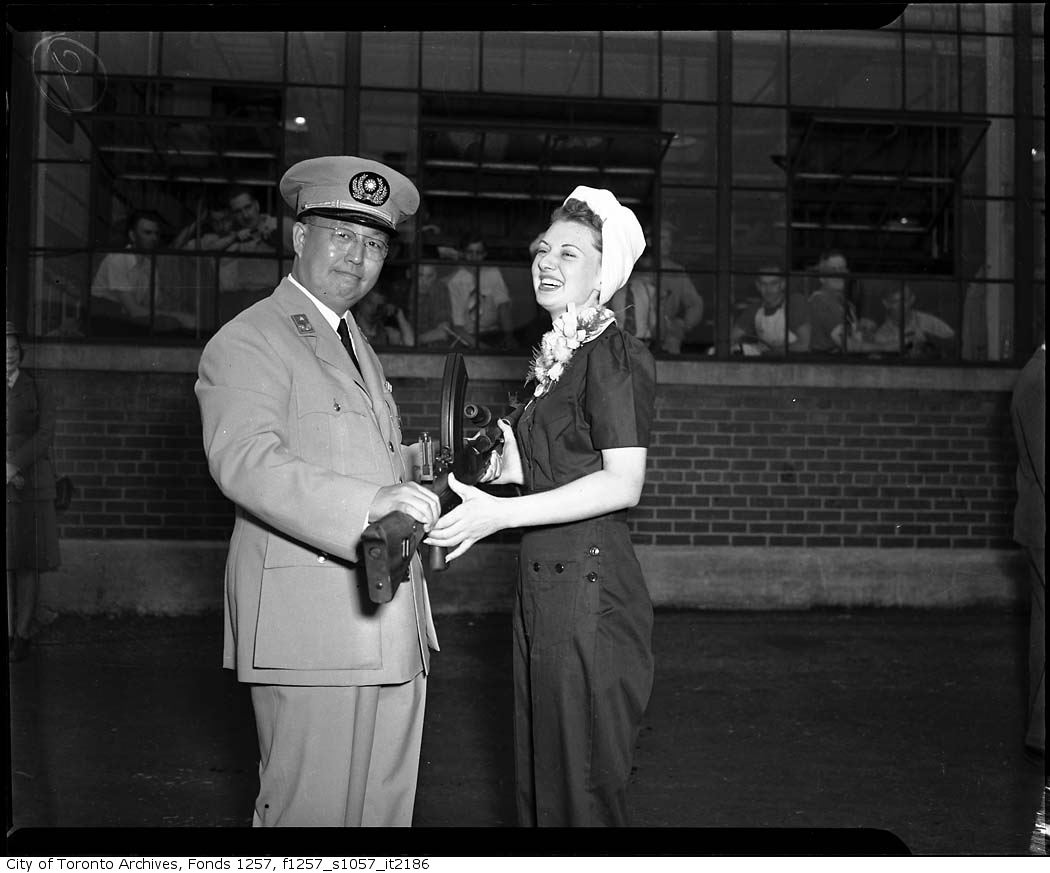
June Pattison, surnommée Miss Inglis, remet le cent millième fusil-mitrailleur Bren au général Kiang de la république de Chine, août 1943.
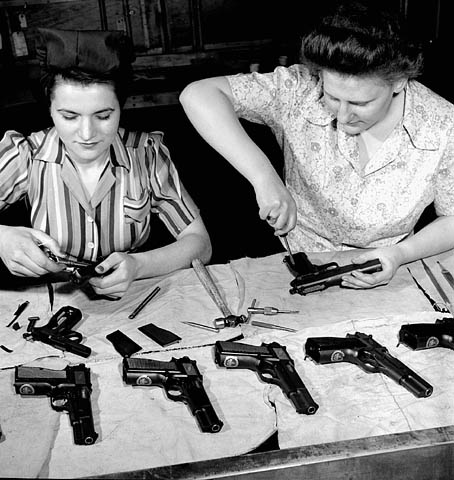
Dernier assemblage de pistolets 9 mm par deux ouvrières, pour expédition en Chine, avril 1944.
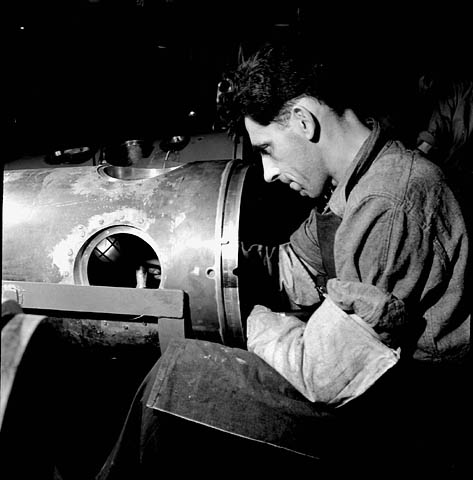
L'ouvrier Bill Potter travaille sur une tête de torpille, mai 1944.
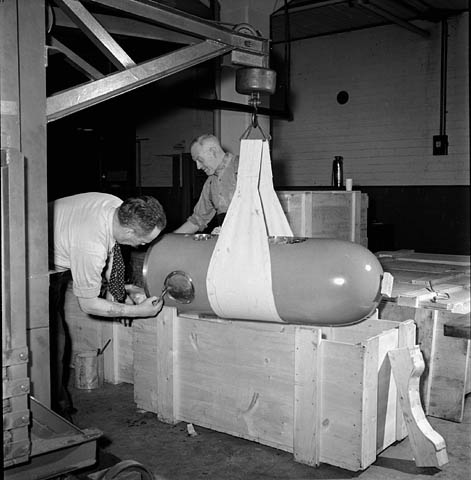
Dernières touches de peinture sur une torpille avant emballage pour expédition.